# Kamil Brabenec (basketbalista)
Kamil Brabenec (* 4. února 1951 Znojmo) je bývalý československý basketbalista a trenér. Je zařazen na čestné listině zasloužilých mistrů sportu.
Od druhé poloviny 70. let patřil mezi nejvýznamnější evropské basketbalisty a mezi vůdčí osobnosti týmu a střelce československé basketbalové reprezentace. Jako hráč Československa byl účastníkem 17 světových a evropských basketbalových soutěží, z toho desetkrát byl nejlepším střelcem Československa.
Zúčastnil se tří Olympijských her 1972 v Mnichově, 1976 v Montrealu (Československo skončilo šesté) a 1980 v Moskvě, když předtím Československo skončilo druhé v kvalifikacích v Holandsku před OH 1972, v Hamiltonu, Kanada před OH 1976 a v Ženevě před OH 1980 a vybojovalo si tak účast na Olympijských hrách. Startoval na dvou Mistrovství světa 1974 v Portoriku a 1978 v Manile, Filipíny.
Zúčastnil se na Mistrovství Evropy juniorů 1970 v Athénách a osmi Mistrovství Evropy mužů - 1971 v Essenu, Německo, 1973 v Barceloně, 1975 v Bělehradě, 1977 v Lutychu, Belgie, 1979 v Turínu, Itálie, 1981 v Praze, 1985 ve Stuttgartu, Německo a 1987 v Athénách. S basketbalovou reprezentací Československa získal na Mistrovství Evropy jednu stříbrnou medaili, dvě bronzové medaile a tři čtvrtá místa.
Za reprezentační družstvo Československa v letech 1970-1987 odehrál 403 zápasů, z toho na Olympijských hrách, Mistrovství světa a Mistrovství Evropy celkem 129 zápasů, v nichž zaznamenal 2051 bodů.
Oceněním jeho basketbalové kvality bylo také to, že byl nominován a hrál dvě utkání za výběr Evropy 3.5.1977 ve Splitu proti Jugoplastika Split (116-108) a 2.7.1978 v Madridu proti Real Madrid (102-119).
V 1. československé basketbalové lize  získal s týmem Brna šestkrát titul mistra Československa, čtyřikrát byl vicemistrem republiky a má dvě třetí místa. V historické střelecké tabulce 1. basketbalové ligy Československa (od sezóny 1962/63 do 1992/93) je na druhém místě s počtem 10 726 bodů.
S týmem Brna se zúčastnil 9 ročníků evropských klubových pohárů v basketbale, z toho pětkrát Poháru evropských mistrů (1976-1979, 1986-1988), dvakrát FIBA Poháru vítězů národních pohárů (1972-1974) a dvakrát FIBA Poháru Korač (1980-1982).
V sezóně 1975/76 byl vyhlášen nejlepším basketbalistou Československa. Jedenáctkrát v letech 1974-1987 byl zařazen do nejlepší pětice hráčů československé 1. ligy basketbalu. V roce 2001 skončil na druhém místě ankety o nejlepšího českého basketbalistu dvacátého století.

## Rodina
Jeho dcera Andrea Brabencová (* 23. 3. 1974) byla hráčkou basketbalové reprezentace žen. Jeho syn Kamil Brabenec (* 17. 5. 1976) je lední hokejista a reprezentant České republiky. Jeho vnuk Jakub Brabenec (* 11. 9. 2003) je lední hokejista.

## Hráčská kariéra

### Kluby
- 1965-1970 Ústí nad Labem
- 1970-1972 Rudá hvězda Pardubice(7. a 9. místo)
- 1972-1982 Zbrojovka Brno
- 1982-1983 Baník Handlová
- 1983-1988 BC Brno
- 1988-1989 Trenčín
- 1989-1991 Debrecín, Maďarsko
- 1991-1992 Trenčín
- 1992-1993 Žďár nad Sázavou
- 1993-1995 Ústí nad Labem
- Československá basketbalová liga celkem 19 sezón (1970-1992) a 10 726 bodů (2. místo)
- úspěchy
  - nejlepší basketbalista sezóny: 1975/76
  - 11x v nejlepší pětce sezóny "All stars": 1973/74 až 1980/81, 1983/84, 1985/86 a 1986/87
  - 6x mistr Československa 1976, 1977, 1978, 1986, 1987, 1988, 4x vicemistr: 1972, 1975, 1979, 1980, 2x 3. místo: 1973, 1981
  - Ve střelecké tabulce československé basketbalové ligy (od sezóny 1962/63 do 1992/93) je na druhém místě s počtem 10 726 bodů.

### Československo
Předolympijská kvalifikace (účast celkem 3×)
- 1972 Holandsko (77 bodů, 9 zápasů) 2. místo a postup na OH
- 1976 Hamilton, Kanada (168 bodů, 8 zápasů, nejlepší střelec týmu ) 2. místo a postup na OH
- 1980 Ženeva, Švýcarsko (166 bodů, 9 zápasů, nejlepší střelec týmu) 2. místo a postup na OH
- Celkem v olympijských kvalifikacích 411 bodů ve 26 zápasech

Olympijské hry 1972, Mnichov (účast celkem 3×)
- 1972 (66 bodů, 9 zápasů), 8. místo
- 1976 (113 bodů, 6 zápasů, nejlepší střelec týmu) 6. místo
- 1980 (123 bodů, 7 zápasů, nejlepší střelec týmu) 9. místo
- Celkem v olympijských hrách 302 bodů ve 22 zápasech

Mistrovství světa (účast celkem 2×)
- 1974 Portoriko (124 bodů, 7 zápasů) 10. místo
- 1978 Manila, Filipíny (188 bodů, 7 zápasů, nejlepší střelec týmu) 9. místo
- Celkem na Mistrovství světa 312 bodů ve 14 zápasech

Mistrovství Evropy juniorů (účast celkem 1×)
- 1970 Athény, Řecko (112 bodů/7 zápasů, nejlepší střelec týmu) 8. místo

Mistrovství Evropy (účast celkem 8×)
- 1971 Essen, Německo (49 bodů, 6 zápasů) 5. místo
- 1973 Barcelona, Španělsko (73 bodů, 7 zápasů) 4. místo
- 1975 Bělehrad, Jugoslávie (89 bodů, 7 zápasů) 6. místo
- 1977 Lutych, Belgie (162 bodů, 7 zápasů, nejlepší střelec týmu) 3. místo
- 1979 Turín, Itálie (158 bodů, 8 zápasů, nejlepší střelec týmu) 4. místo
- 1981 Praha, Československo (148 bodů, 9 zápasů, nejlepší střelec týmu) 3. místo
- 1985 Stuttgart, Německo (143 bodů, 8 zápasů, nejlepší střelec týmu) 2. místo
- 1987 Athény, Řecko (92 bodů, 8 zápasů) 8. místo
- Celkem na Mistrovství Evropy 914 bodů v 60 zápasech

## Trenér
- Banská Bystrica
- KP Brno
- Ústí nad Labem

Tygři brno
Sokol Šlapanice